# Крутой Лог (Курганская область)
Крутой Лог — деревня в Альменевском районе Курганской области. Входит в состав Танрыкуловского сельсовета.

## История
Возникла в 1929 г в связи с организацией совхоз «Скотовод № 32». В 1932 году после разукрупнения совхоза становится фермой № 3 Яланского мясомолочного совхоза. Решением Курганского облисполкома № 434 от 9 декабря 1963 года посёлок фермы № 2 Зауральского совхоза переименован в деревню Крутой Лог.

## Население
| 1989 | 2002 | 2010 | 2012 | 2013 | 2014 |
| ---- | ---- | ---- | ---- | ---- | ---- |
| 200  | ↘154 | ↘110 | ↗113 | ↗118 | ↘113 |